# Phosphatonatator oxyrhynchus
Phosphatonatator oxyrhynchus è un pesce osseo estinto, appartenente agli albuliformi. Visse nel Paleocene inferiore (Daniano, circa 65-64 milioni di anni fa) e i suoi resti fossili sono stati ritrovati in Marocco.

## Descrizione
Tutto ciò che si conosce di questo pesce è un neurocranio di grandi dimensioni; fatte le debite proporzioni con l'attuale genere Albula, si suppone che la lunghezza dell'animale intero fosse di circa due metri, paragonabile a quella dell'elopomorfo attuale Megalops. Phosphatonatator era caratterizzato dal muso particolarmente allungato e da un raggruppamento ridotto di denti sul parasfenoide, al di sotto della metà anteriore dell'orbita; anche il vomere era dotato di minuscoli denti. Era presente un centro vertebrale fuso al neurocranio. A differenza degli attuali albulidi, Phosphatonatator era sprovvisto di septum interorbitale, mentre il dermetmoide era dotato di una cresta mediana prominente forata da una grande finestra e da due canali appaiati, forse sedi di un sistema sensoriale sopraorbitale. 

## Classificazione
Phosphatonatator oxyrhynchus era un albuliforme, un gruppo di pesci attualmente rappresentati da alcune specie, ma esistenti almeno dal Cretaceo. I suoi resti fossili sono stati ritrovati nel bacino fosfatico di Ouled Abdoun in Marocco, e sono stati descritti per la prima volta nel 2000. Alcune caratteristiche del cranio di questo animale indicano che Phosphatonatator era un membro primitivo della famiglia Albulidae. 